# 4666 Dietz
4666 Dietz eller 1986 JA1 är en asteroid i huvudbältet som upptäcktes den 4 maj 1986 av den amerikanska astronomen Carolyn S. Shoemaker vid Palomar-observatoriet. Den är uppkallad efter Robert S. Dietz.
Asteroiden har en diameter på ungefär 6 kilometer.